# Emil Swoboda

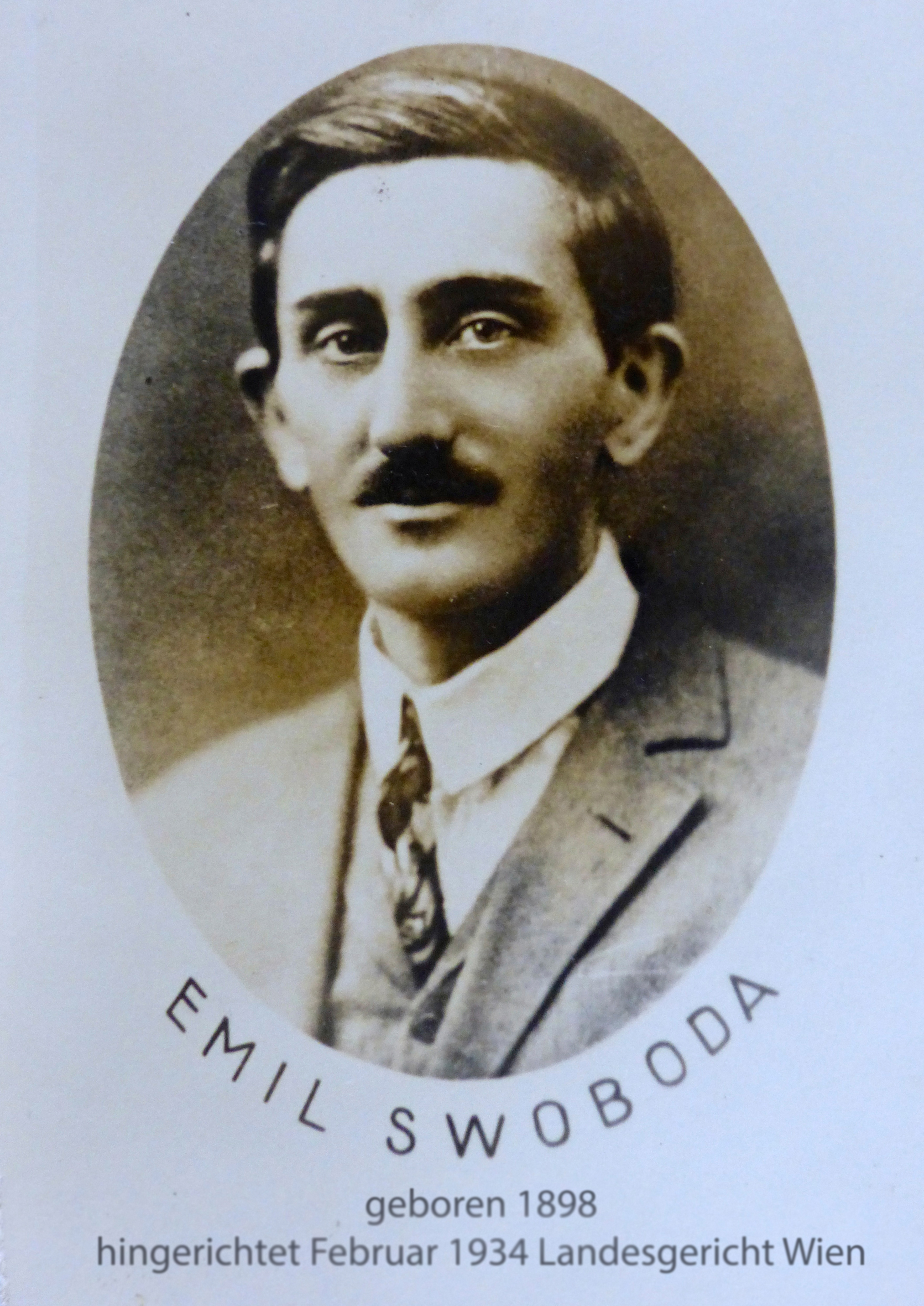
Emil Swoboda, kurz vor 1934

Emil Swoboda (auch Svoboda; * 15. Mai 1898 in Wien; † 15. Februar 1934 ebenda) war ein österreichischer Widerstandskämpfer und Mitglied des Republikanischen Schutzbundes. Er gehört zu jenen neun Personen, die nach den Februarkämpfen 1934 zum Tode verurteilt und hingerichtet wurden.

## Leben

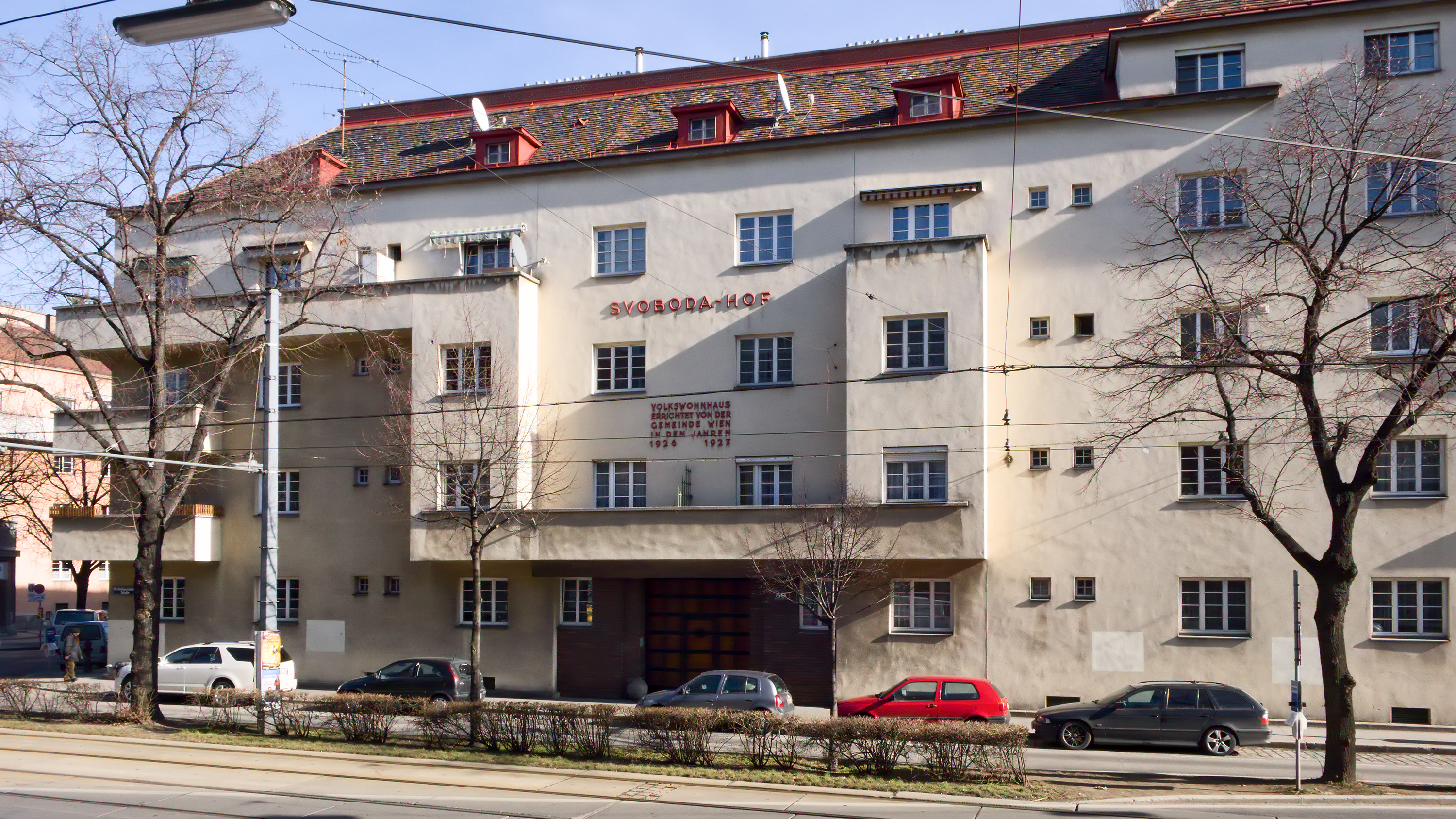
Gemeindebau Heiligenstädter Straße 80 in Wien

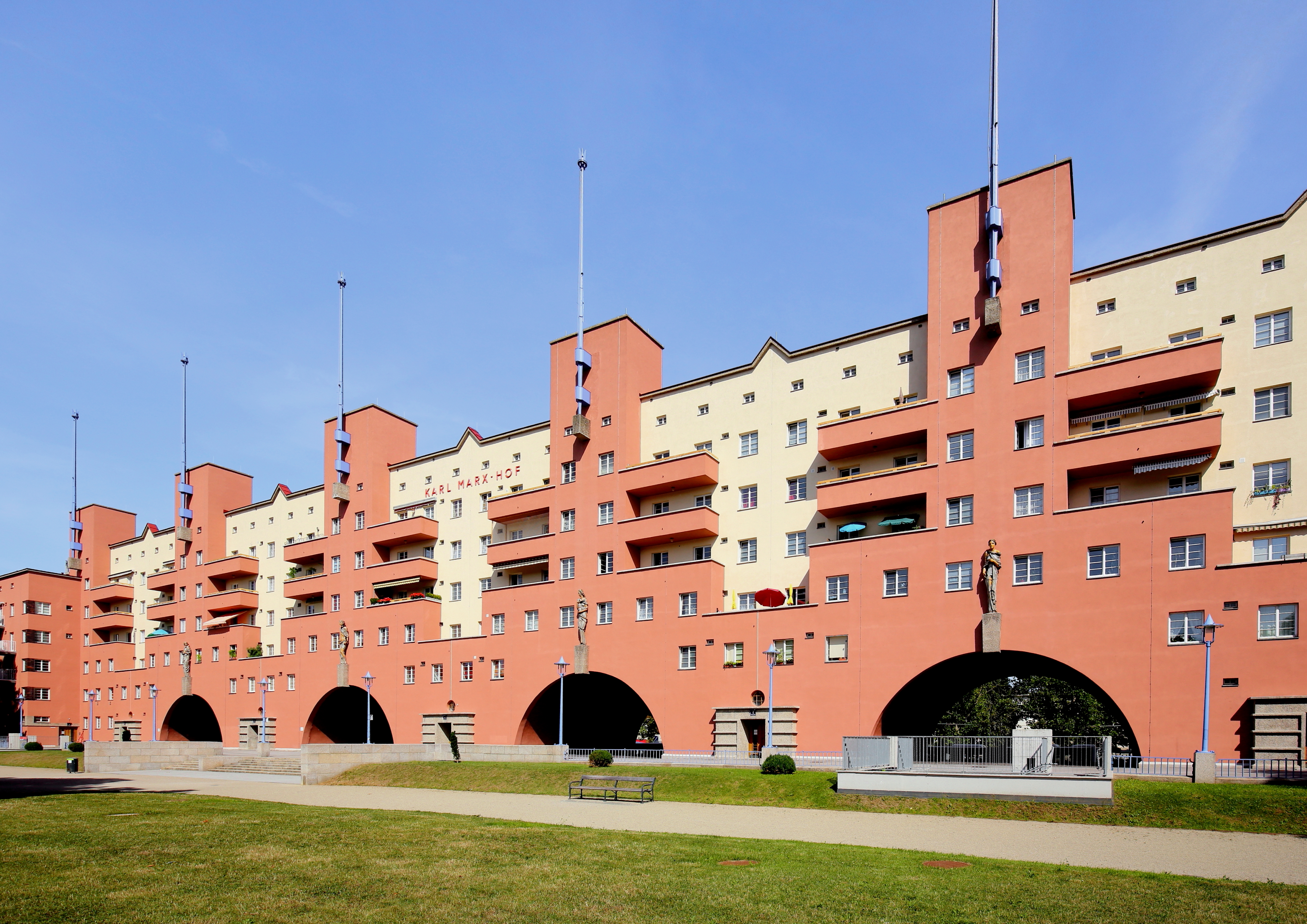
Mitteltrakt des Karl-Marx-Hofes

Der Schlossergehilfe wohnte mit seiner Frau Hermine und seinen Kindern Walter (* 1923) und Amalie (* 1926) in einem Gemeindebau in der Heiligenstädter Straße 80/II/1 im Wiener 19. Bezirk Döbling. Dieser 1926/27 im Rahmen der sozialdemokratisch orientierten Kommunalpolitik des „Roten Wien“ nach Plänen von Karl Ehn errichtete Gemeindebau umfasste 62 Wohnungen. Schon früh in der Sozialdemokratie engagiert, hatte Swoboda 1934 bereits seit einigen Jahren dem Republikanischen Schutzbund angehört. Er bekleidete darin zuletzt den Rang eines „Gruppenführers“, das bedeutete, er befehligte sechs Mann.
Swoboda gehörte bei den Februarkämpfen 1934 zu den Verteidigern des neben seinem Wohnhaus gelegenen Karl-Marx-Hofs und führte seine Schutzbund-Gruppe mit großem Einsatz. Nach seiner Gefangennahme durch das Polizeikommissariat Döbling wurde er in das Landesgericht II eingeliefert und dem Standgericht vorgeführt. Per Notverordnung war vom 12. bis zum 21. Februar 1934 gemäß § 73 StG auch das Verbrechen des „Aufruhrs“ der Standgerichtsbarkeit unterworfen. Swoboda wurde am 15. Februar 1934 im standrechtlichen Verfahren wegen „Aufruhr“ zum Tode verurteilt und wenige Stunden später im Alter von 36 Jahren im „Galgenhof“ des Landesgerichtes Wien am Würgegalgen hingerichtet. Nach Karl Münichreiter und Georg Weissel war Emil Swoboda der dritte Schutzbund-Kämpfer, welcher nach den Februarkämpfen in Wien hingerichtet wurde. Die Leichen der Hingerichteten wurden nicht den Angehörigen übergeben, sondern zunächst unter Ausschluss der Öffentlichkeit anonym bestattet. 
Swoboda erhielt schließlich am 23. Februar 1934 ein Grab im Urnenhain der Feuerhalle Simmering (Abteilung 8, Ring 2, Gruppe 3, Nummer 144). Im Laufe des Jahres 2009 wurden die in Abteilung 8, Ring 2, Gruppe 3 noch vorhandenen Grabstellen durch die Friedhofsverwaltung aufgelassen und in eine neu gestaltete Fläche für Baumgräber umgewandelt.

## Gedenken

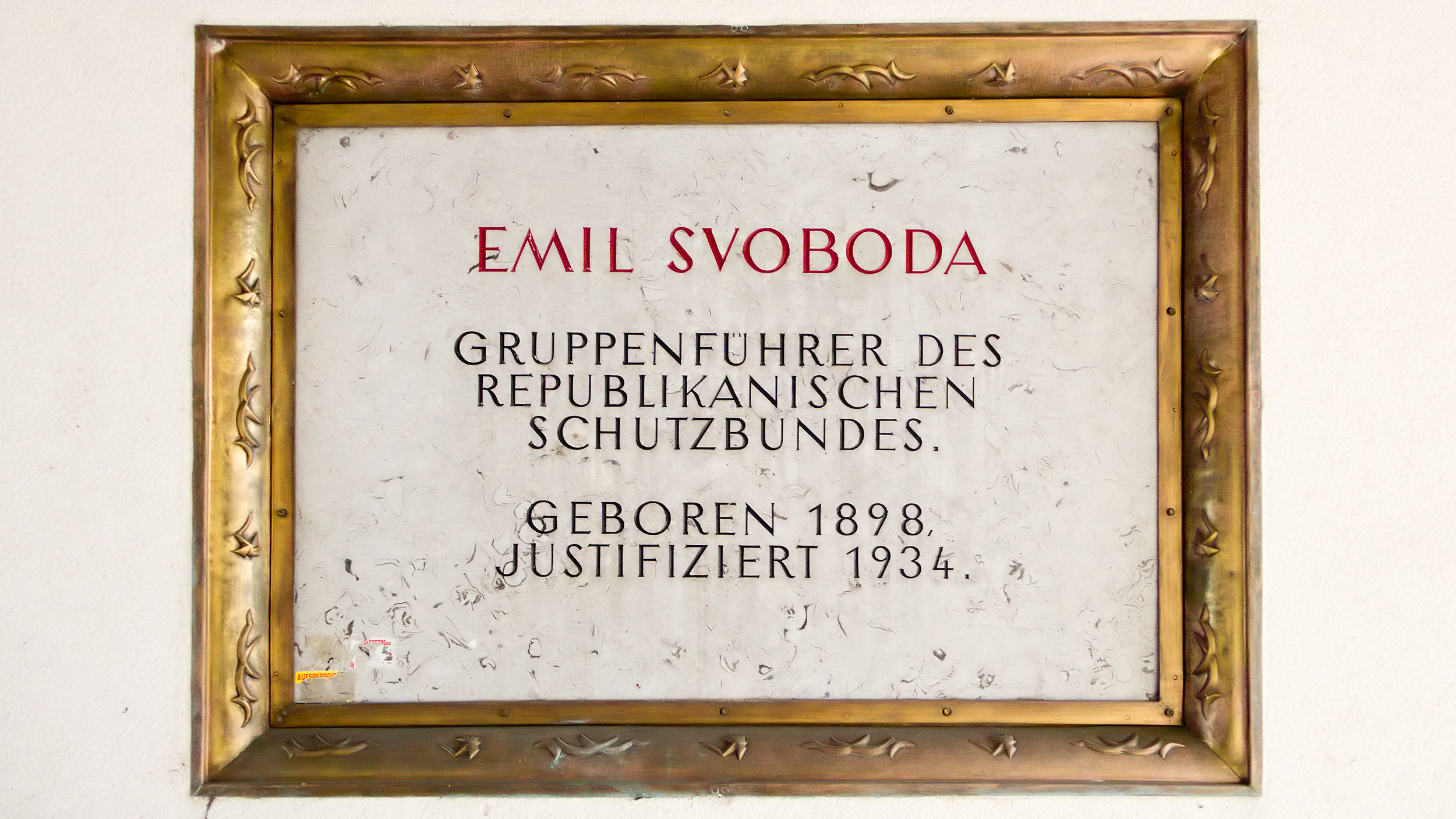
Gedenktafel am Svoboda-Hof

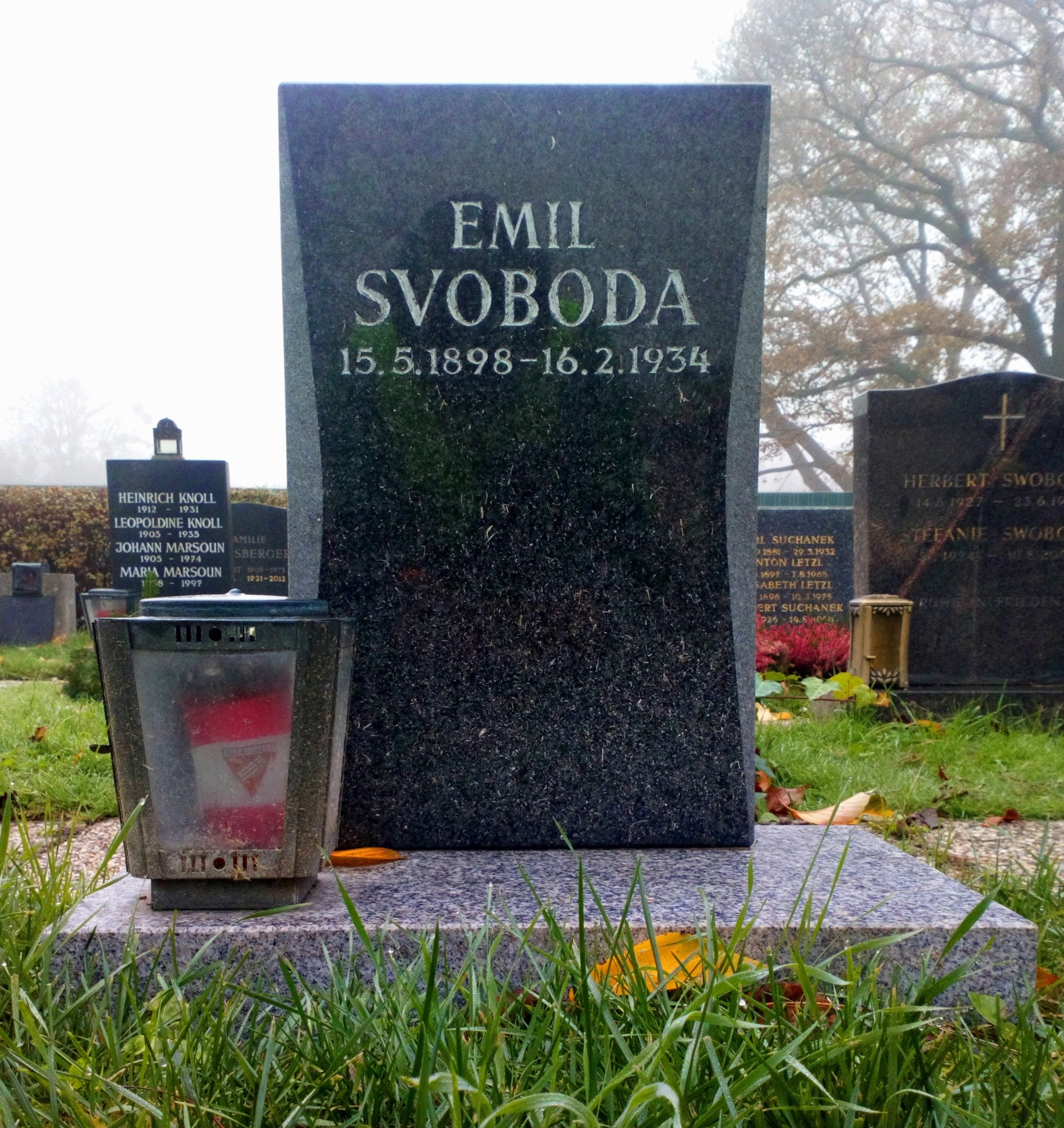
Grabstein für Swoboda, 2022

Zur Erinnerung an Emil Swoboda wurde im Februar 1948 der Gemeindebau in der Heiligenstädter Straße 80 in Döbling, in welchem er mit seiner Familie gewohnt hatte, in „Svoboda-Hof“ umbenannt. Eine Gedenktafel mit der Inschrift „EMIL SVOBODA (sic) / GRUPPENFÜHRER DES / REPUBLIKANISCHEN / SCHUTZBUNDES. / GEBOREN 1898, / JUSTIFIZIERT 1934.“ erinnert an ihn.
Der ursprüngliche Grabstein Emil Swobodas erhielt einen neuen Standort im Urnenhains der Feuerhalle Simmering (Gruppe E4, Nr. 98).